# Stazione di Palazzolo dello Stella
La stazione di Palazzolo dello Stella è una fermata ferroviaria che si trova sulla linea ferroviaria Venezia – Trieste. Serve il centro abitato di Palazzolo dello Stella.

## Storia
La stazione venne aperta all'esercizio il 31 dicembre 1888 quando venne aperto il tratto ferroviario che collega la stazione di Portogruaro con la stazione di San Giorgio di Nogaro provenendo da Venezia.
Il 25 ottobre 2005 venne trasformata in fermata.

## Strutture e impianti
La fermata dispone di un fabbricato viaggiatori (chiuso al pubblico) e due binari passanti dotati di marciapiede e sottopassaggio.
Il fabbricato è chiuso al pubblico. Al piano terra è presente una sala d'aspetto per i viaggiatori, mentre al piano superiore è presente un locale adibito ad appartamento. L'edificio è uguale a quello della vicina stazione di Muzzana del Turgnano.
A partire dall'anno 2014 tutti gli spazi esterni (ad eccezione del sottopasso) sono stati recintati, impedendo l'accesso al lato binari della stazione.

## Movimento
Fino al 15 dicembre 2013 (introduzione dell'orario cadenzato) la fermata è stata servita regolarmente dai treni in servizio sulla linea Venezia-Trieste.
Successivamente, tutti i collegamenti ferroviari in questa fermata sono stati sospesi, e vi ferma solo una coppia di autocorse tra Portogruaro e Muzzana del Turgnano.
Tuttavia anche dopo la chiusura ha occasionalmente effettuato servizio viaggiatori per alcuni treni storici.
Come d'accordo con la regione, RFI riattiverà la fermata entro il 2024 lungo la direttrice Portogruaro-Trieste Centrale. L'apertura è attualmente prevista nel corso del 2025, a seguito di estesi interventi di ristrutturazione, con la possibilità che cambi nome, diventando "Stazione dello Stella".